# 馬公天主堂
馬公天主堂落成於1952年8月30日，又稱聖母病人之痊天主堂，原屬靈醫會高雄教區，1961年改隸台灣天主教台南教區，屬第五總鐸區聖堂。

## 沿革
澎湖天主教的傳播發端於1949年，國民政府在內戰後撤軍台灣，天主教神職人員隨著教友遷移至台灣各地，其中包括澎湖。自1950年起，便有山東籍神父傅興仁在馬公設置臨時聖堂，當時宣講對象均為大陸來澎之軍眷。
義大利籍神父靈醫會的羅德信（義大利語：Antonio Crotti，1915-1987）於1954年抵達澎湖，接下教會診所的工作，並也承擔起澎湖地區傳教業務。羅神父有感於傳教對象多為軍眷，流動率高、宣教效果不佳，遂動念籌建聖堂，投入各項社會事業，如巡迴診所、創辦醫院，開設英語進修班和幼稚園等，將傳教重心轉向當地居民。
1957年，原「瑪利診所」擴建為惠民醫院第一期工程完成，又因當時台灣適逢二戰波及，物資缺乏，天主教會較易取得美國捐贈管道，不少台灣民眾因此受惠，傳道事業順遂；天主神父亦陸陸續續在白沙後寮村、講美村和湖西鄉沙港村等地建堂佈道，於是在1960年代，澎湖天主教信徒一度高達一千之數，而信眾多為外省族群。
原教堂不敷使用的情況下，天主教會利用在1950年代獲得的公地作為教產，並以民間捐款作為建堂基金，新的天主教堂於1964年8月30日竣工，即「馬公天主堂」，又曰「聖母病人之痊天主堂」。
天主教雖然在1970年代以後信徒大幅下降，但是對於社會福利與醫療事業的貢獻仍是有目共睹，更另外在1981年成立惠民啟智中心，服務澎湖居民。

## 特色
馬公天主堂新落成之際，羅德信神父特別指定以彩繪宮廟門神聞名的黃友謙來繪製「耶穌基督聖像」；而參與天主堂耶穌壁畫的往事，也是「國寶」級大師黃友謙迄今最津津樂道的作品。

## 彌撒時間
以下時間以當地時間（臺灣時間）為準
- 平日彌撒
  - 星期一至六　06:30

- 主日彌撒
  - 星期日　08:30、19:30

## 圖輯

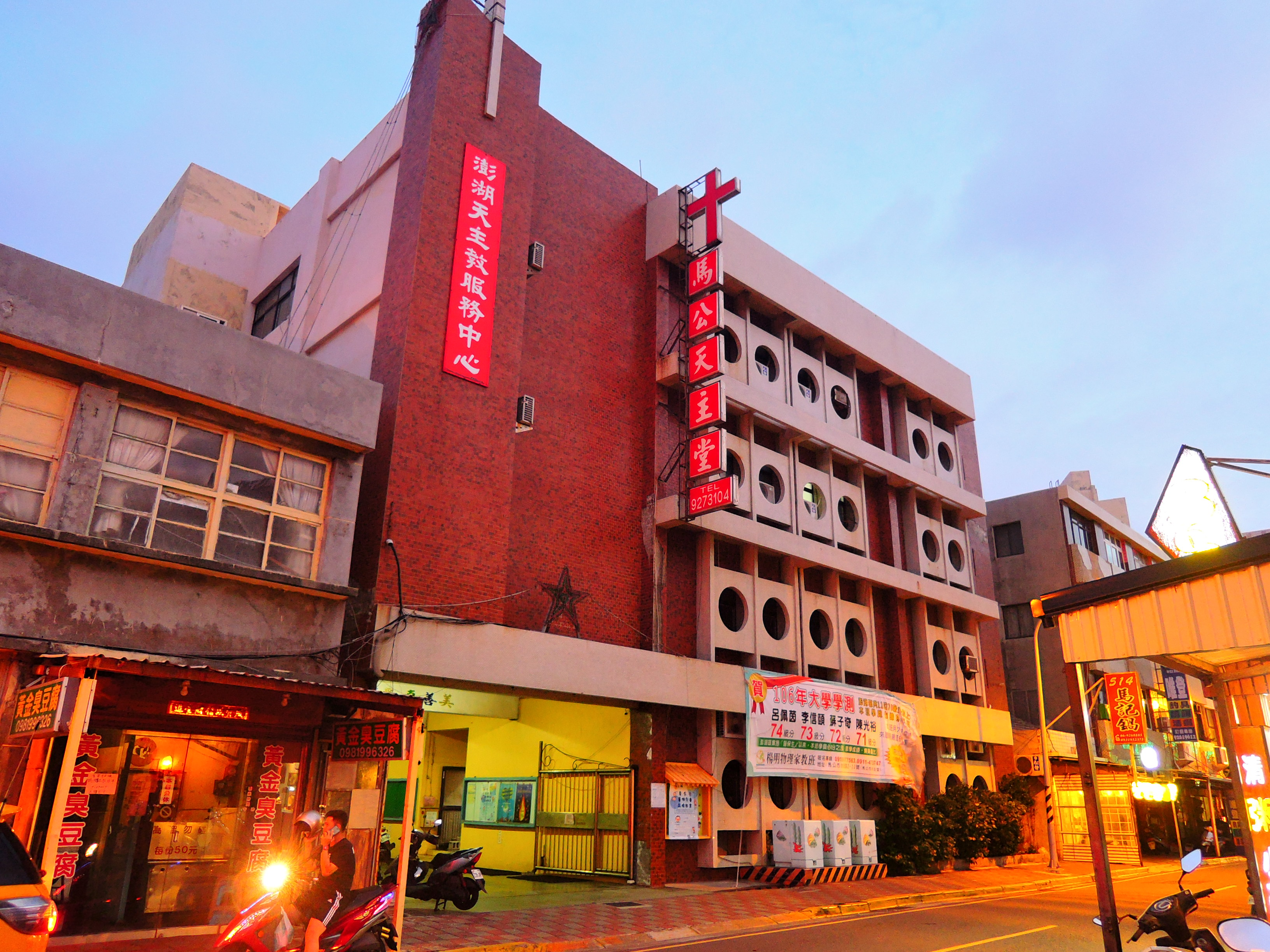
光復路路口
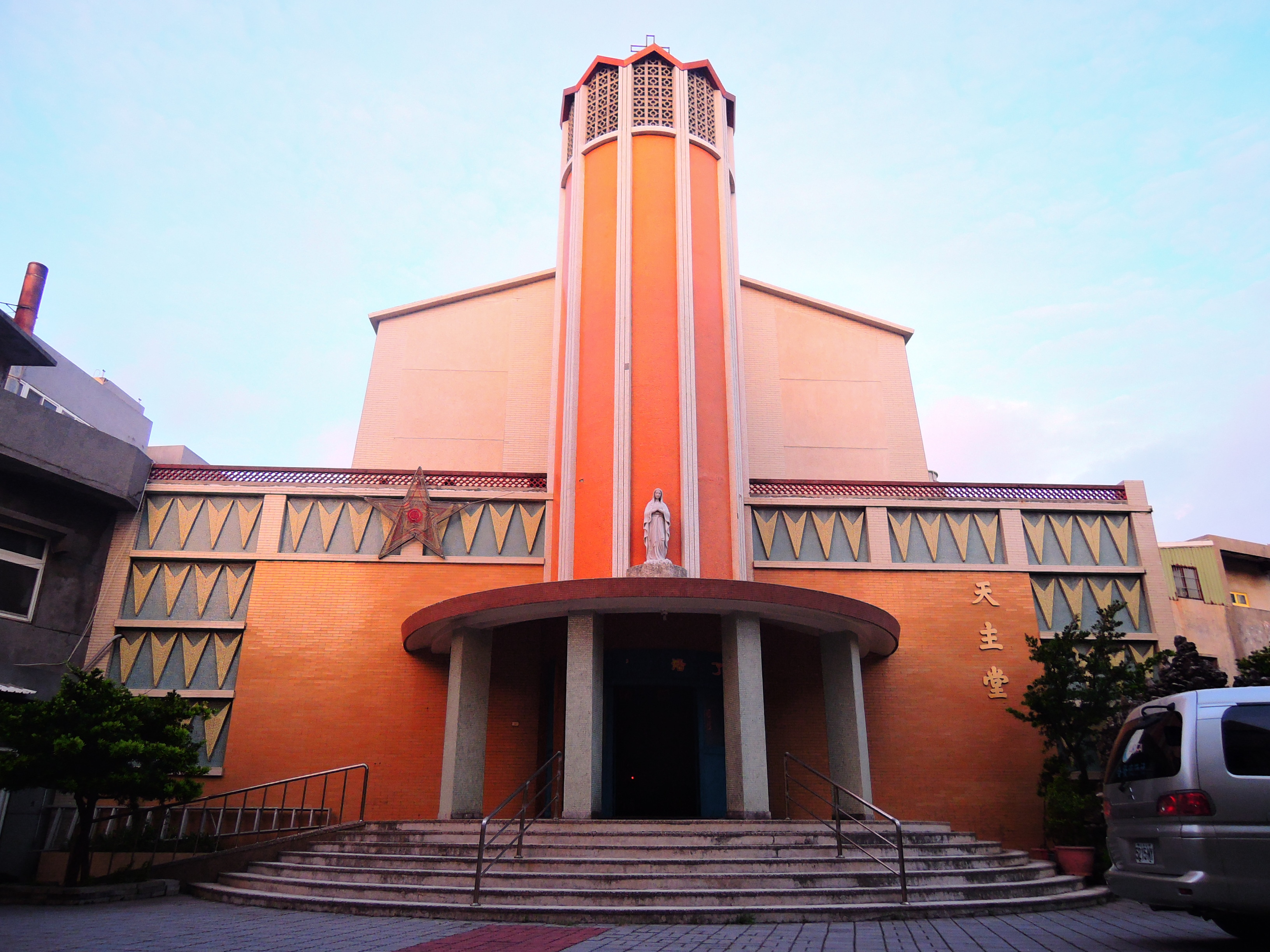
聖堂入口
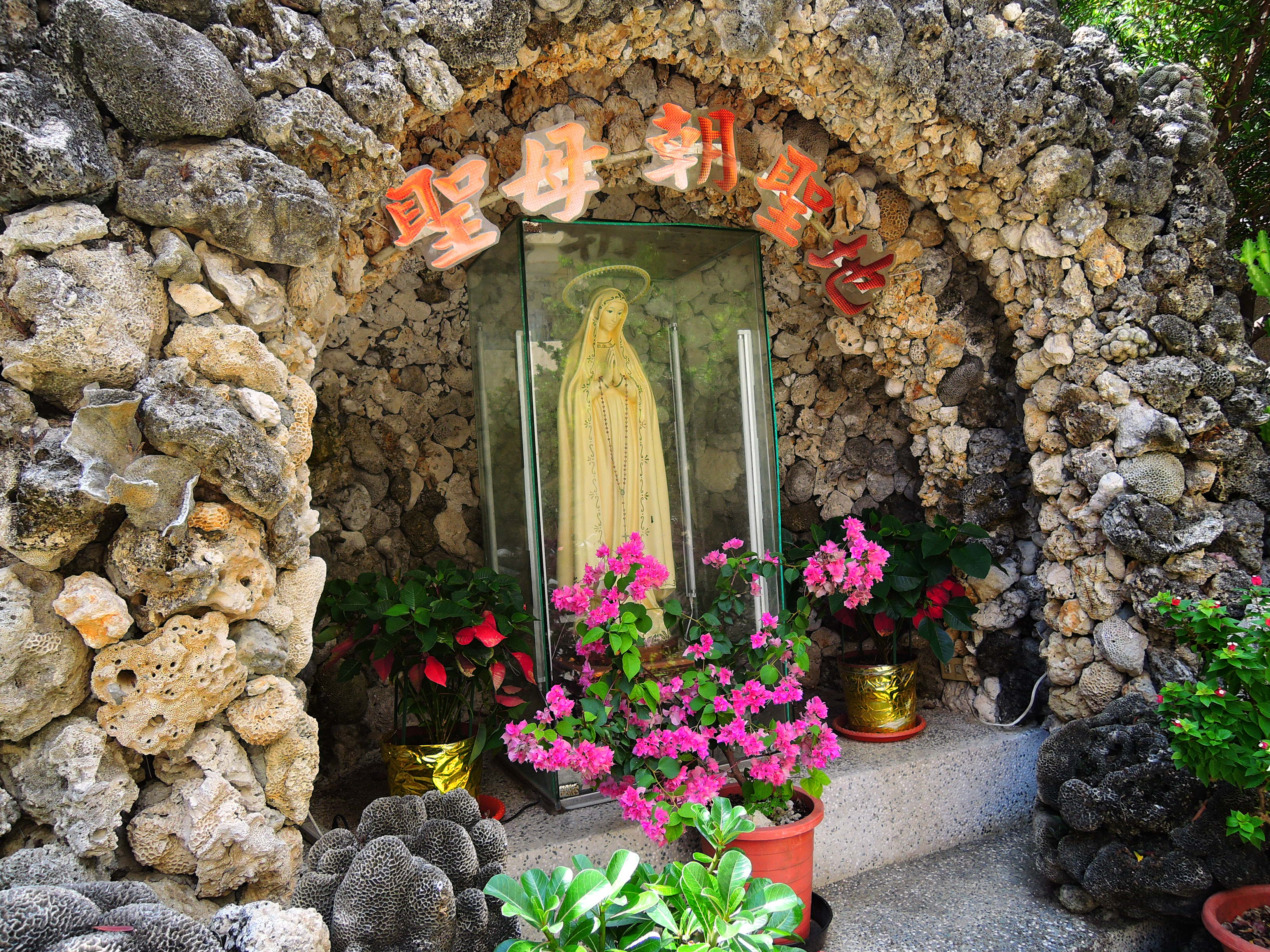
中庭聖母像
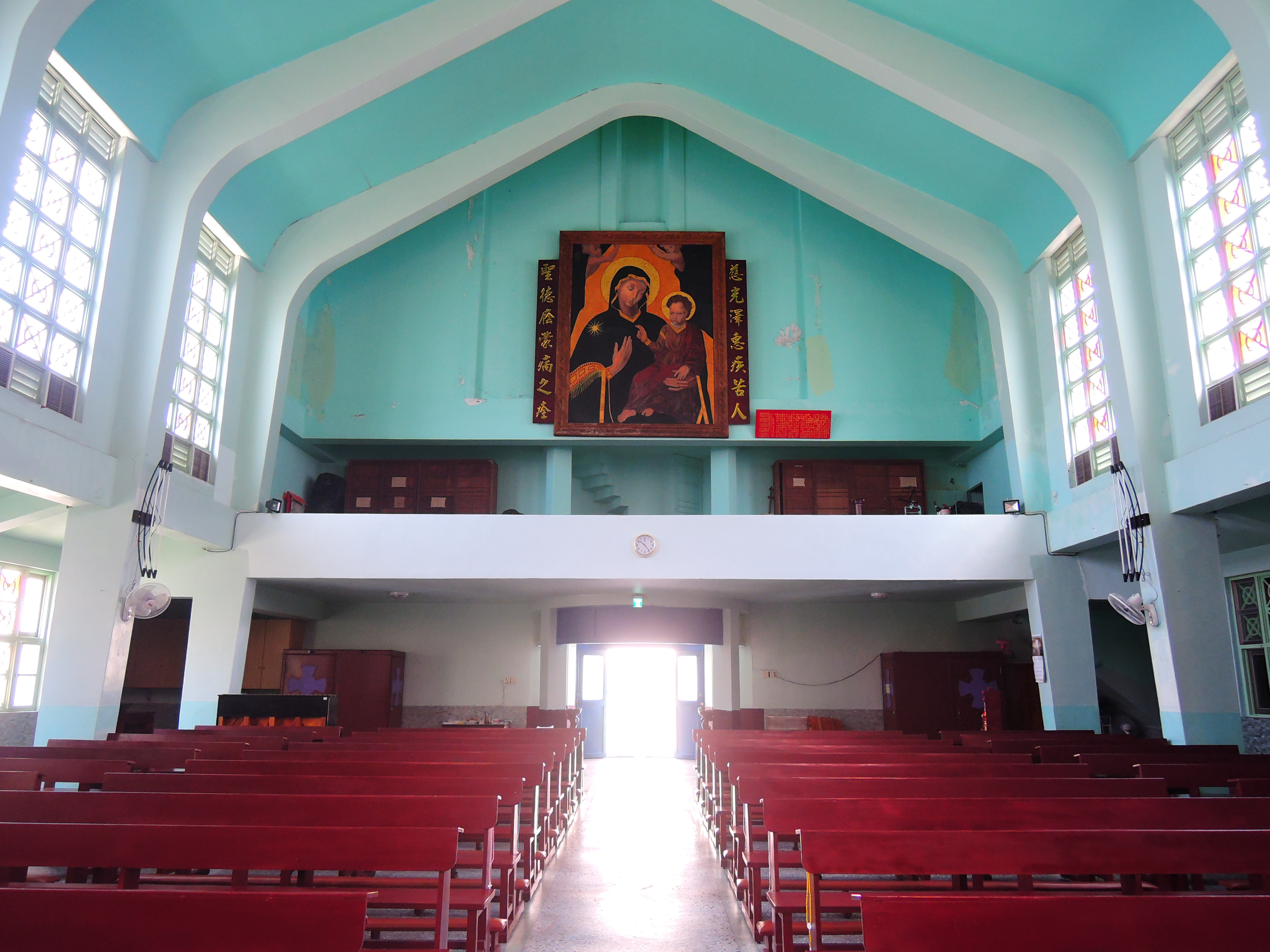
禮拜場所
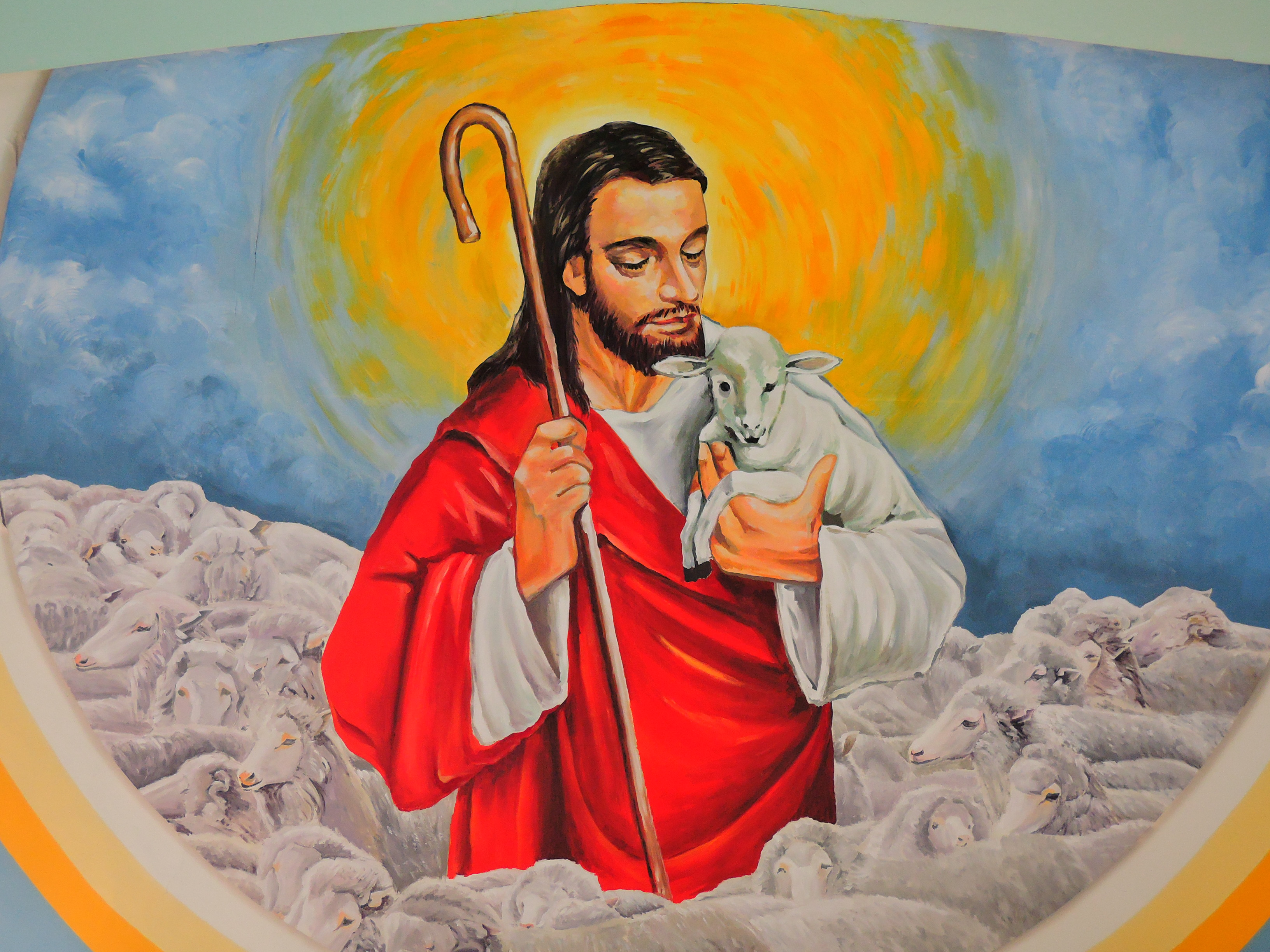
耶穌基督聖像
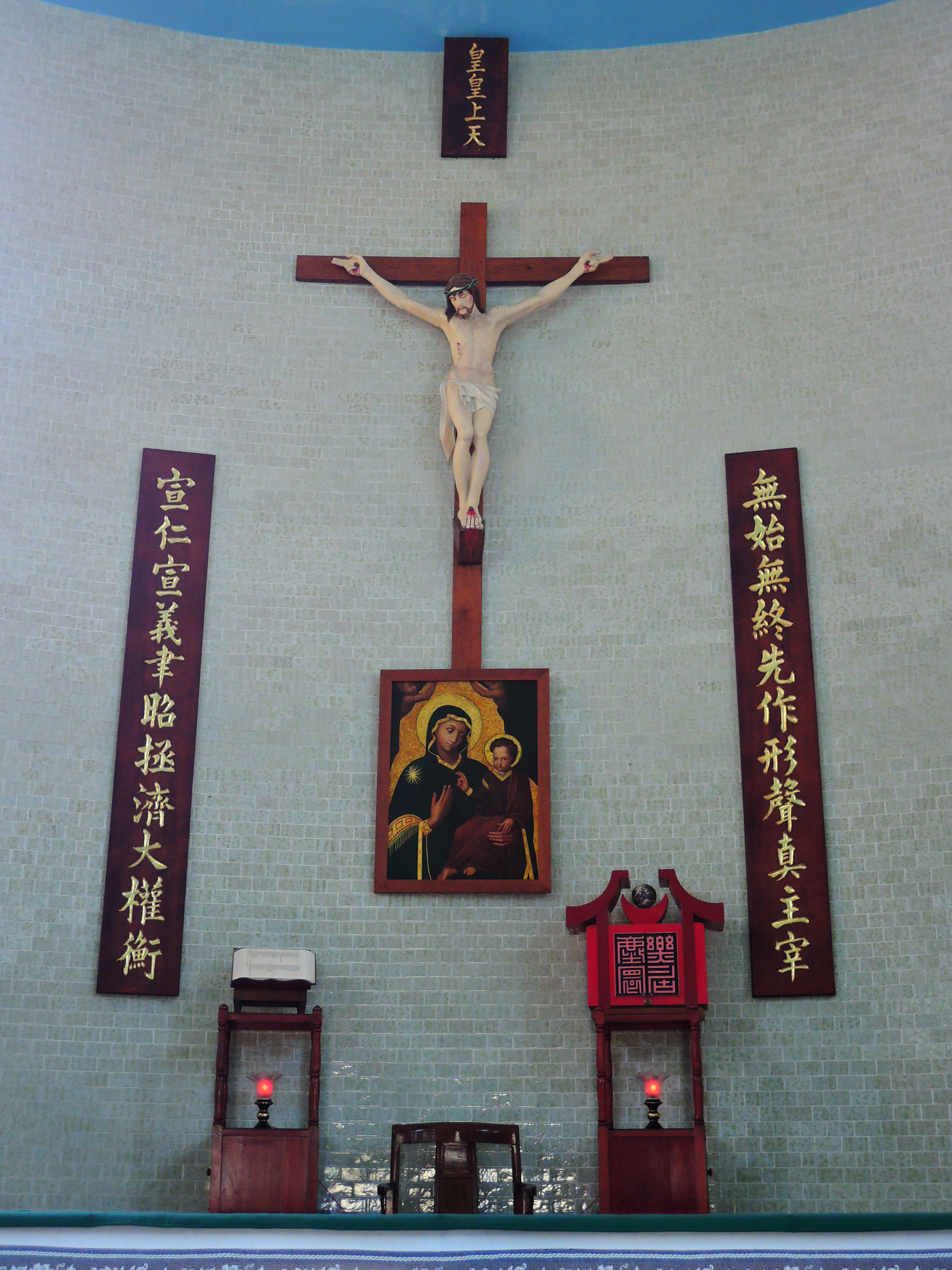
祭台
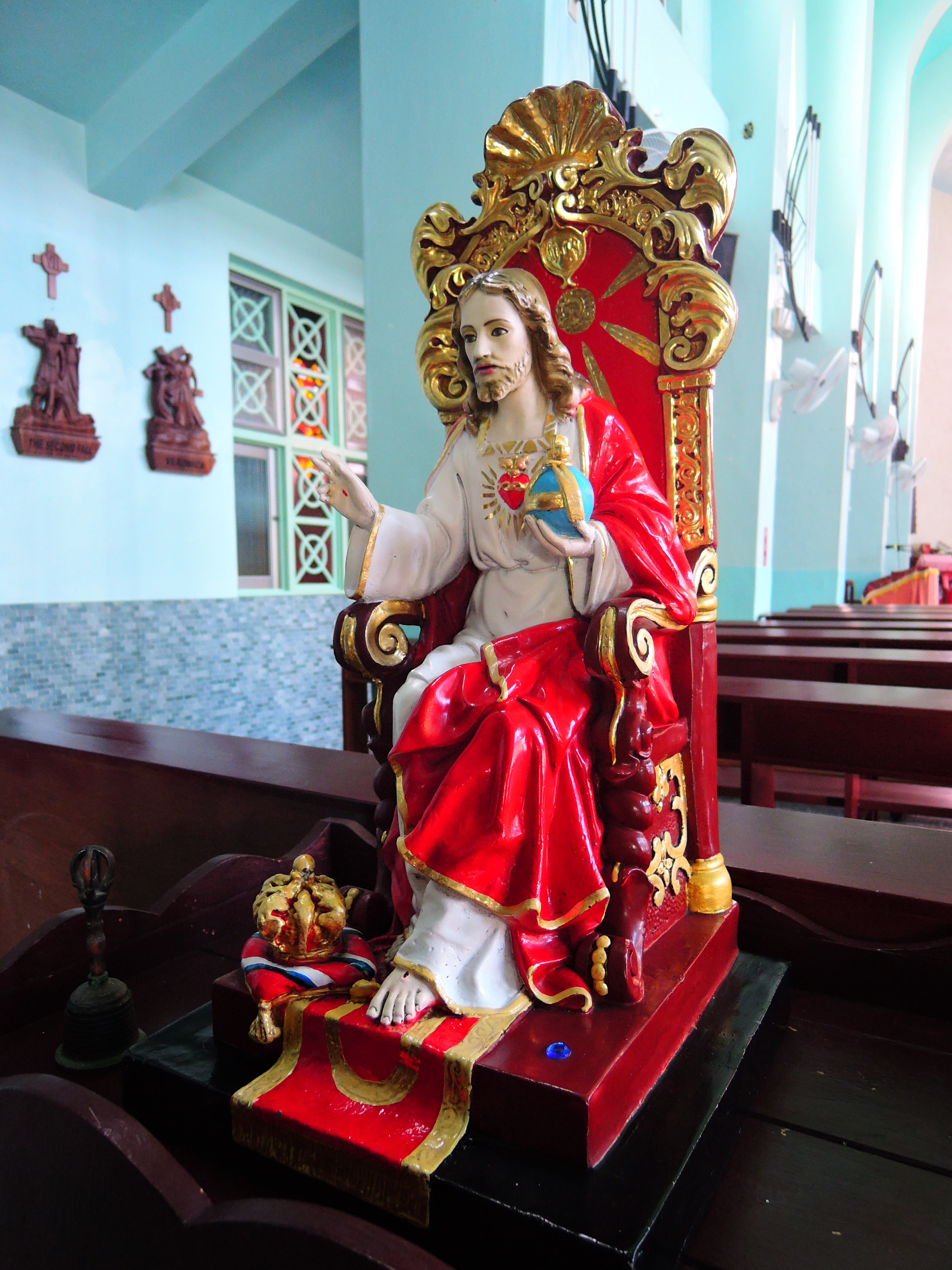
聖堂內的耶穌像

## 澎湖總鐸區列表

台灣天主教區分佈

2018年司鐸名單與主司聖堂資料。
| 名稱           | 地址                | 司鐸       | 備註                         |
| -------------- | ------------------- | ---------- | ---------------------------- |
| 聖母病人之痊堂 | 馬公市光復路48號    | 裴士俊神父 |                              |
| 講美天主堂     | 白沙鄉講美村100-1號 | 丁瓊牒神父 | 聖堂建築老舊，已於2017年拆除 |
| 中屯耶穌聖心堂 | 白沙鄉中屯村36號之1 | 丁瓊牒神父 |                              |
| 華福天主堂     | 湖西鄉沙港村        | 丁瓊牒神父 |                              |
| 聖母聖心堂     | 湖西鄉湖西村143-1號 | 裴士俊神父 |                              |